# Teng Haibin
Teng Haibin (Pekín, China, 2 de enero de 1985) es un gimnasta artístico chino, campeón olímpico en 2004 en la prueba de caballo con arcos y cuatro veces campeón del mundo entre 2003 y 2011 en el concurso por equipos y caballo con arcos.

## Carrera deportiva
En el Mundial celebrado en Anaheim (California) en 2003 consigue dos medallas de oro: en caballo con arcos y en el concurso por equipos; China queda por delante de Estados Unidos y Japón siendo los otros cinco componentes del equipo chino: Xiao Qin, Xing Aowei, Yang Wei, Huang Xu y Li Xiaopeng.
En los JJ. OO. de Atenas 2004 gana la medalla de oro en caballo con arcos.
En el Mundial celebrado en Róterdam de 2010 consigue la medalla de oro en el concurso por equipos —China queda por delante de Japón (plata) y Alemania (bronce)— y la plata en barras paralelas, por detrás de su compatriota Feng Zhe y por delante del japonés Kohei Uchimura (bronce).
En el Mundial de Tokio 2011 gana el oro en la competición por equipos, quedando por delante de Japón y Estados Unidos.